# Людвіг Шлефлі
Людвіг Шлефлі (нім. Ludwig Schläfli; 15 січня 1814, Граесваль — 20 березня 1895, Берн) — швейцарський математик.
Народився в Граесвалі. Навчався в Бернському університеті (до 1837). До 1847 року викладав математику в середній школі, в 1847—1895 працював у Бернському університеті (з 1854 професор).
Основні дослідження відносяться до теорії функцій і конформних відображень. Дав інтегральне представлення бесселевих функцій для довільного n. Досліджував еліптичні модулярні функції. Розробив функції в просторі довільної розмірності, названі його ім'ям. Досліджував також багатовимірну геометрію, узагальнив теорему Ейлера про многогранники. Досліджував симплекси у просторах високої розмірності.
Член Геттінгенської АН (з 1887), Національної академії деї Лінчеї (з 1883).

## Дивись також
- Граф Шлефлі
- Подвійна шістка Шлефлі
- Символ Шлефлі
- Формула Шлефлі